# 天堂灣
64°51′S 62°54′W / 64.850°S 62.900°W
天堂灣是南極洲的海灣，位於葛拉漢地西岸，寬約13公里，處於杜蒂耶角和萊尼斯角之間，該海灣在1898年2月被比利時探險隊發現，現時由南極條約體系管理。

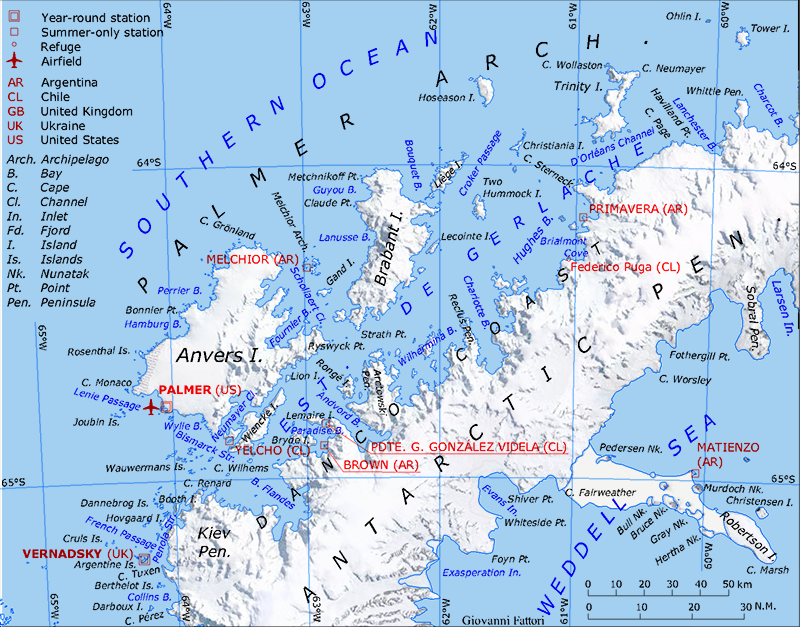
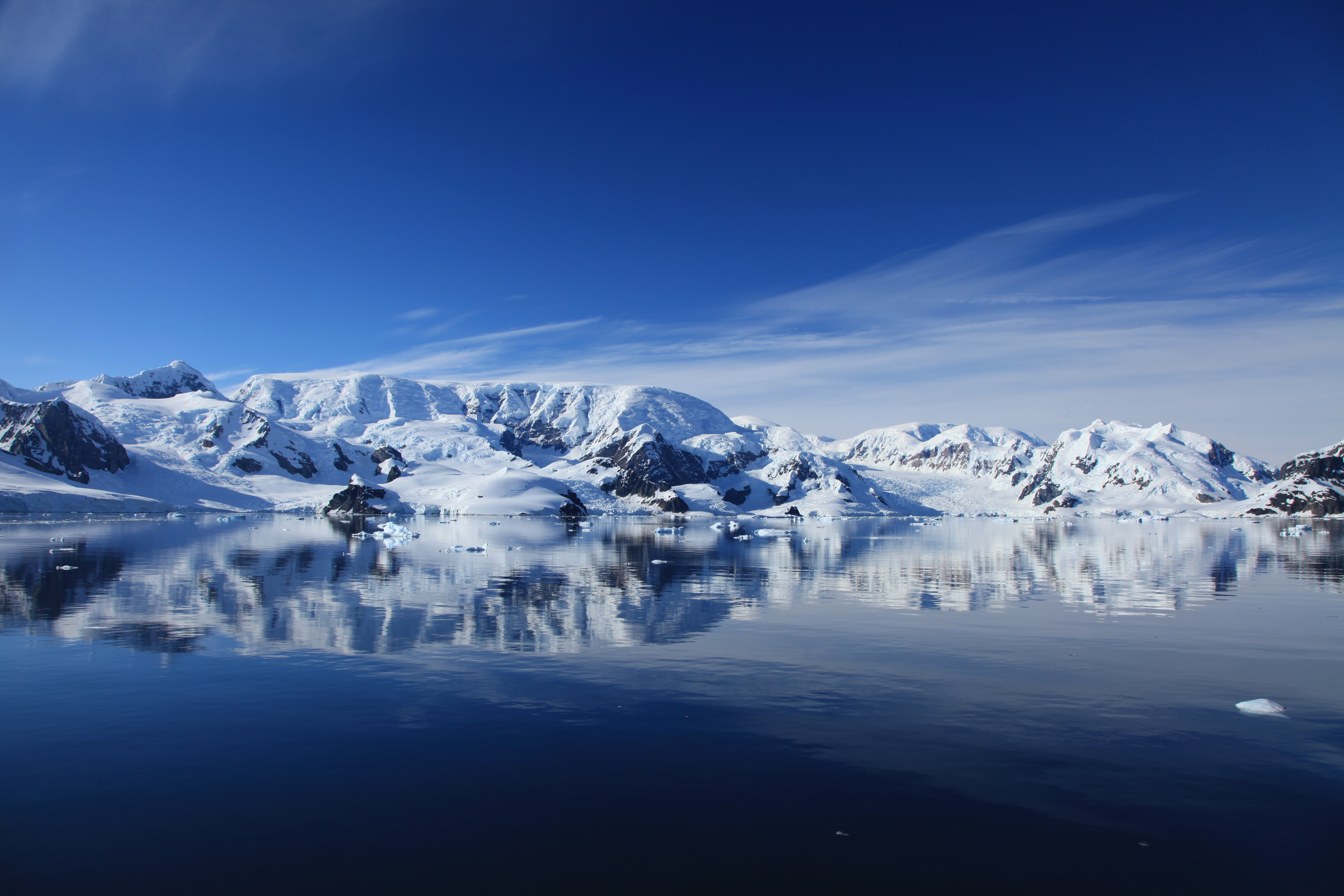
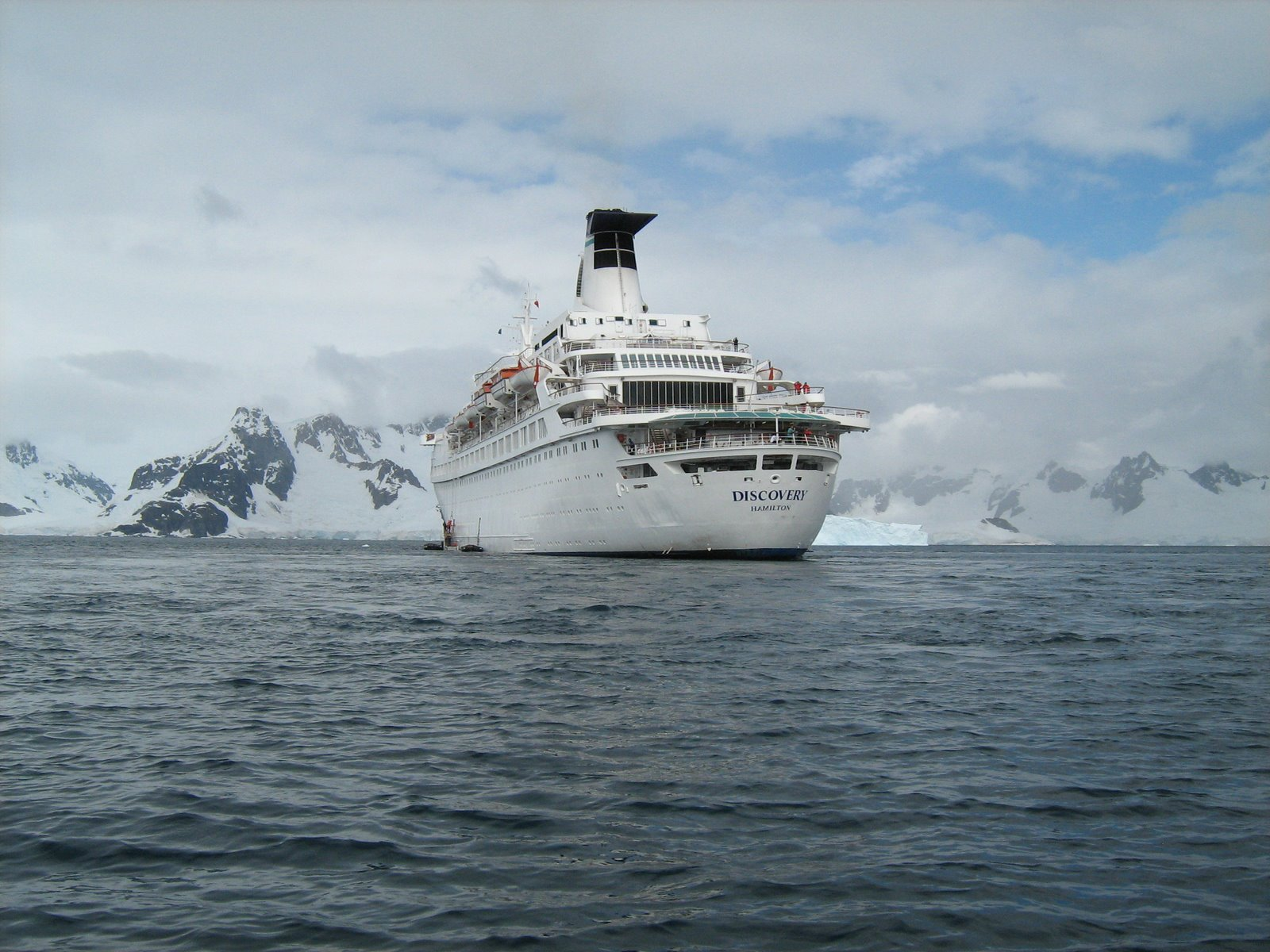